# ロジャー・ニョアン・ムバラ
ロジャー・ニョアン・ムバラ（Roger Gnoan Mbala、1943年 - 2023年7月9日）は、コートジボワールの映画監督。
50歳のときの作品『キリストの名の下に』で、ワガドゥグ全アフリカ映画祭グランプリ、ロカルノ国際映画祭審査委員特別賞を受賞した。この映画は、ある日突然に奇跡を起こした男が、新興宗教の教祖となって信者を支配するが、やがて破滅する様を描いている。

## 主な作品
- Koundoum (1970年)
- La Biche (1971年)
- Amanie (1972年)
- Gboundo (1974年)
- Le Chapeau (1975年)
- Ablakon (1984年)
- Bouka (1988年)
- Au nom du christ (1993年)　『キリストの名の下に』
- Adanggaman  (2001年)